# 約翰·弗雷德里克·米勒

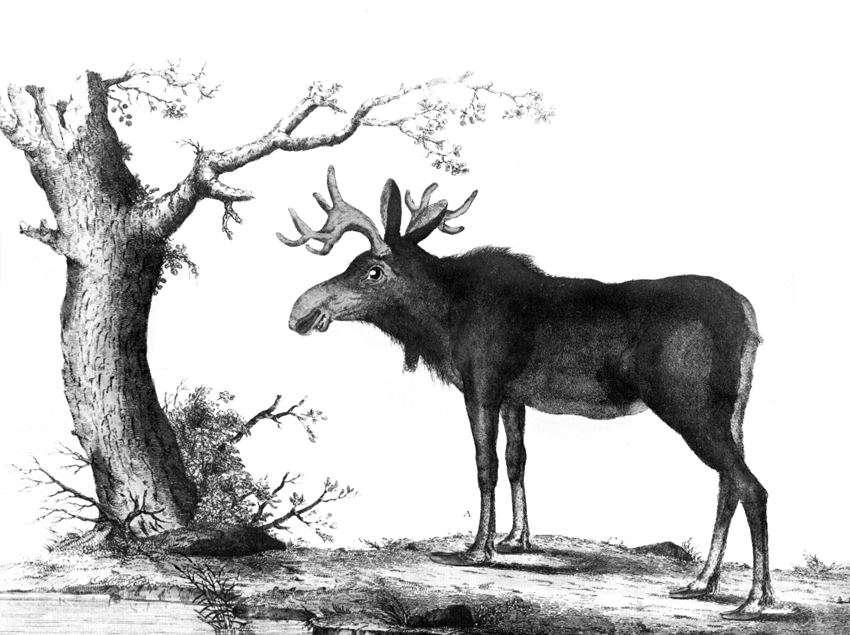
Cimelia Physica內的插圖

約翰·弗雷德里克·米勒（英語：John Frederick Miller，1759年—1796年）是英國插畫家，是以繪畫植物為主。
米勒是藝術家約翰·塞巴斯蒂安·米勒的兒子。 他與弟弟詹姆斯一起繪製畫作，是憑藉詹姆斯·庫克的第一次航行，西德尼·帕金森陪同約瑟夫·班克斯於1772年遠征冰島時所撰寫的散記。
米勒曾於1796年出版過Cimelia Physica. Figures of rare and curious quadrupeds, birds, &c. together with several of the most elegant plants，其中文字是由喬治·肖所撰寫。